# 水ガラス

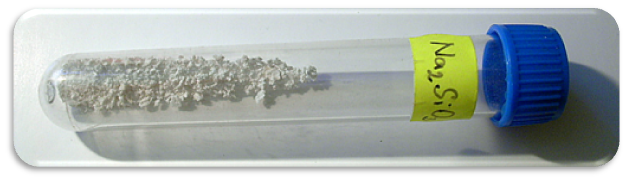
ケイ酸ナトリウム(Na2SiO3)

水ガラス（みずガラス）とは、ケイ酸ナトリウムの濃い水溶液である。ケイ酸ナトリウムを水に溶かして加熱することで得られる。液体ながら、水飴状で高い粘性を持つ。

## 反応
水ガラスに塩酸などの強酸を加えると、弱酸の遊離が起こりゲル状のケイ酸が沈殿する。
{\displaystyle {\ce {Na2SiO3 + 2HCl -> H2SiO3 + 2NaCl}}}
また、水ガラスに金属塩や二酸化炭素を加えるとそのケイ酸塩が生成する。この現象をケミカルガーデンと言い、理科の実験で題材にされることもある。

## シリカゲル作成法
水ガラスが凝固した物を加熱乾燥させると、シリカゲルと呼ばれる二酸化ケイ素のキセロゲルとなり、多孔質で表面積が大きいため、乾燥剤や触媒などとして利用されている。シリカゲル作成の際に、水分の指示薬として塩化コバルト(Ⅱ)を添加して、青から薄桃色に呈する変化が知られている。

## 用途
水ガラスは接着剤として使用されることがあり、他に鋳造型でも結合材として使用される。また、元々酸化物である水ガラスは、耐火塗料として利用されることもある。さらに、粘土の粘度を低下させる力を持ち、粘度調整用の添加剤として陶芸で使用される。
東北地方太平洋沖地震（東日本大震災）によって深刻な事態に陥った福島第一原子力発電所の2号機（福島第一原子力発電所事故）では、きわめて高い濃度の放射性物質を含む水が海に直接流出していたが、周辺に水ガラスを注入したことで流出を弱めることができた。
青函トンネル等、地盤の軟弱な地層でトンネルの掘削時に水ガラスとセメントミルクを混合して注入することで固める例もある。